# Rhomaleosaurus
Il romaleosauro (gen. Rhomaleosaurus) è un rettile marino estinto, appartenente ai plesiosauri. Visse nella parte finale del Giurassico inferiore e nel Giurassico medio (185 – 160 milioni di anni fa). I suoi resti sono stati ritrovati prevalentemente in Inghilterra e in Germania.

## Descrizione
Questo animale fu uno dei primi grandi pliosauri, e poteva raggiungere una lunghezza di sette metri. Il corpo era molto robusto, dotato di quattro zampe trasformatesi in lunghe pagaie. Il robusto collo sorreggeva una testa allungata e simile a quella di un coccodrillo, con grandi denti acuminati e una struttura a forma di spatola e dotata di denti più lunghi proprio nella parte terminale del cranio. Sembra che le narici esterne fossero particolarmente arretrate lungo il cranio, e che gli occhi fossero piuttosto grandi.

## Classificazione
Il romaleosauro è considerato uno dei primi pliosauroidi giganti, i superpredatori dei mari del Giurassico e del Cretaceo. I caratteri primitivi del cranio lo avvicinano ad altre forme antiquate, come Macroplata, ma è indubbio che questo fosse un animale già specializzato. Per circa 30 milioni di anni, i romaleosauri sono stati i principali predatori degli oceani, prima dell'avvento di pliosauri ancor più grandi come Liopleurodon o Pliosaurus.

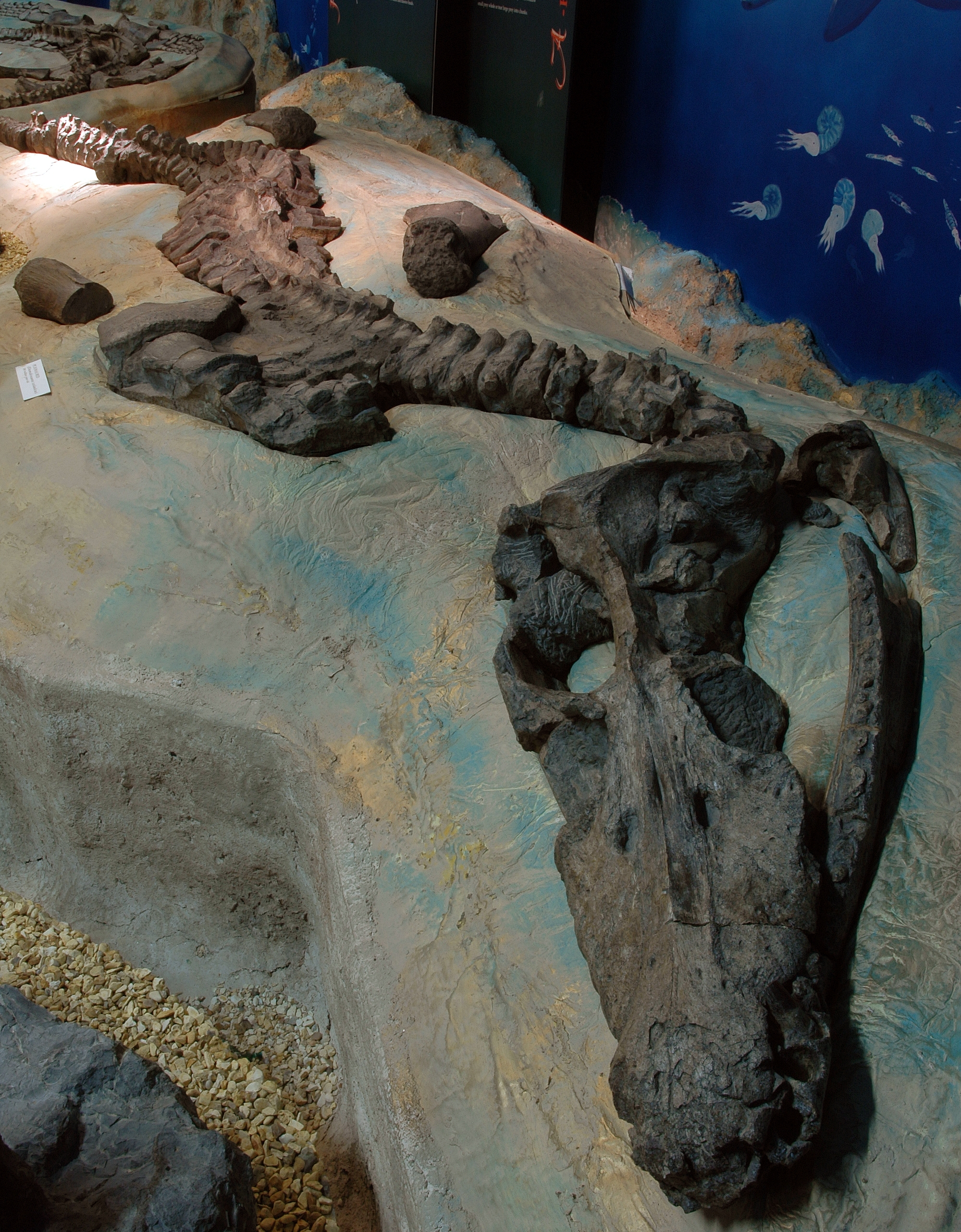
Cranio e vertebre del collo di Rhomaleosaurus

### Specie
Il genere Rhomaleosaurus è stato istituito nel 1874 da Harry Govier Seeley, ma l'esemplare fossile sul quale si basa la specie tipo era stato rinvenuto svariati anni prima nello Yorkshire, e classificato all'interno del genere Plesiosaurus. Attualmente questa specie è conosciuta come Rhomaleosaurus zetlandicus.

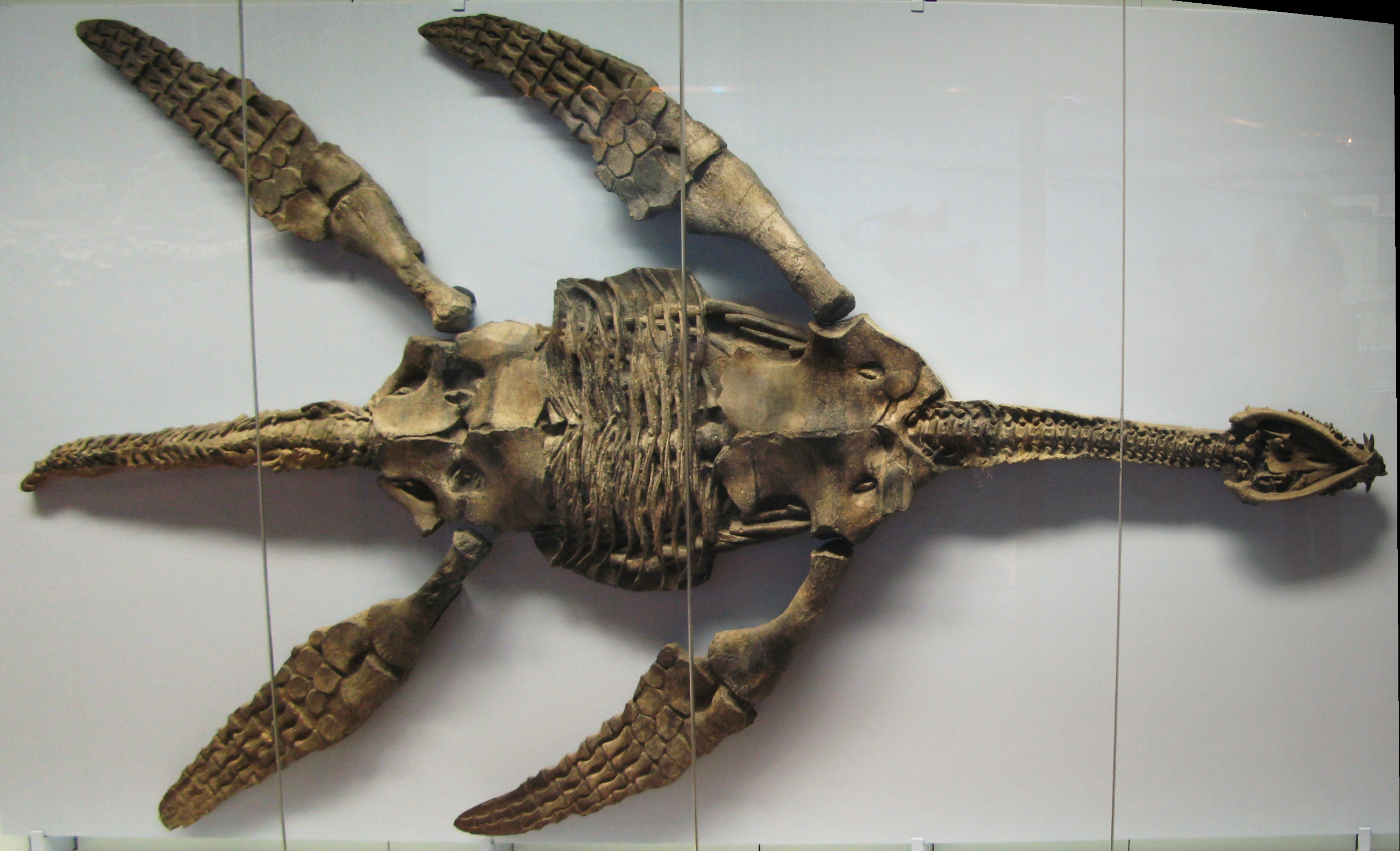
Fossile di Rhomaleosaurus victor

Un altro esemplare notevole è stato scoperto in Germania, nel giacimento di Holzmaden. Attribuito inizialmente al genere Thaumatosaurus (basato su scarsi fossili e poi considerato un nomen dubium), venne in seguito considerato un rappresentante di una specie di Rhomaleosaurus (R. victor). Il fossile rinvenuto era visibile solo ventralmente, e in seguito è stato distrutto dai bombardamenti durante la Seconda guerra mondiale. Un calco perfetto, però, è ancora visibile in un museo di Stoccarda. Rhomaleosaurus victor era più piccolo della specie tipica (superava di poco i tre metri di lunghezza), e possedeva un cranio più piccolo, un collo più lungo e zampe notevolmente più grandi. Studi più recenti (Smith e Vincent, 2010) lo hanno attribuito a un genere a sé stante, Meyerasaurus, sulla base delle notevoli differenze rispetto alle altre specie di Rhomaleosaurus.
La specie R. cramptoni, basata su un grande esemplare completo, conservato nel Museo di Storia Naturale di Londra, è stata attribuita in precedenza a R. zetlandicus.
Un'altra specie, R. megacephalus, è stata rinvenuta in Inghilterra, possedeva un cranio più gracile rispetto a quello di R. zetlandicus, ed è stata riassegnata al nuovo genere Atychodracon. Anche la specie nota come R. propinquus potrebbe appartenere a un altro genere di pliosauri, per notevoli differenze nella mandibola.

## Stile di vita
La struttura dello scheletro denota il romaleosauro come un predatore attivo, che probabilmente cacciava prede di grosse dimensioni afferrandole con le potenti mascelle e smembrandole grazie ai denti acuminati. Come molti animali acquatici, il romaleosauro non possedeva un timpano e non affidava la sua caccia all'udito, ma era piuttosto un predatore dotato di un ottimo senso della vista, a causa dei grandi occhi. Si è conservato anche l'anello sclerotico, un insieme di ossa che proteggeva l'occhio e permetteva all'animale di mettere a fuoco meglio le prede sott'acqua.
Uno studio effettuato da Taylor (1992) ha ipotizzato che questo animale potesse nuotare tenendo la bocca leggermente aperta: ciò avrebbe permesso all'acqua di passare, attraverso aperture palatali, lungo un canale dove sarebbero stati situati gli organi dell'odorato, per poi defluire attraverso le narici esterne. Ciò avrebbe dato ai romaleosauri la capacità di poter captare gli odori sott'acqua, come gli squali.